# Ashley Williams (Mass Effect)
Ashley Williams è un personaggio immaginario presente nella serie (videogiochi) di videogiochi Mass Effect, sviluppata da BioWare e pubblicata da Electronic Arts.
In Mass Effect e in Mass Effect 3 è un membro della squadra facente capo al comandante John Shepard.

## Biografia
Cresciuta in una famiglia di militari, si arruola nell'Alleanza subito dopo il liceo. Dimostra sin dall'inizio la sua abilità in combattimento e viene presto promossa ad artigliere capo. Tuttavia la sua continua richiesta di essere assegnata a una nave viene puntualmente rifiutato, probabilmente a causa della triste fama del suo cognome: suo nonno, infatti, si arrese durante il combattimento con i Turian nella colonia umana di Shanxi, e da allora il nome degli Williams è rimasto infangato, dato che anche il defunto padre di Ashley non ottenne mai un alto grado.

## Personalità
Prima di quattro sorelle con le quali è molto unita e si tiene spesso in contatto, Ashley è una ragazza decisa e forte di carattere, sempre pronta a dare tutto sul campo di battaglia. È cristiana e ha una forte fede religiosa, ma generalmente odia le specie aliene e diffida di loro, come confiderà spesso a Shepard a bordo della Normandy.

## Storia

### Mass Effect
Il suo primo incontro con Shepard avviene su Eden Prime durante l'attacco dei Geth. Viene salvata dal comandante e da Kaidan appena arrivati sul pianeta, e conclusa la missione decide di rimanere sulla Normandy con l'approvazione del capitano Anderson. Ashley mostra sin dall'inizio il suo più totale disappunto per la presenza di alieni su una nave dell'Alleanza quando Shepard comincia ad accogliere nuovi alleati come il Turian Garrus Vakarian e l'Asari Liara T'Soni, con la quale all'inizio sembra non volerci avere nulla a che fare in quanto, oltre che aliena, figlia della Matriarca Benezia, alleata del loro principale nemico, Saren.
Con il trascorrere del tempo, però, sembra adattarsi a tale situazione ed essere più tollerante nei confronti del resto dell'equipaggio.
Durante la missione su Virmire Shepard è costretto a scegliere se accorrere in aiuto di Ashley o di Kaidan, entrambi assediati dai Geth. Se Shepard sceglie di andare ad aiutare Kaidan, Ashley muore sotto i colpi dei Geth o, in alternativa, decide di farsi esplodere con la bomba per garantire il successo della missione, a seconda del compito che le viene assegnato a inizio missione.

### Mass Effect 2
Se sopravvissuta alla missione su Virmire, Ash rimane sulla Normandy sotto il comando di Shepard sino all'attacco dei Collettori alla nave, che la distrugge completamente e uccide, tra gli altri membri dell'equipaggio, anche lo stesso Shepard. Ashley decide comunque di rimanere nell'Alleanza nonostante l'accaduto. Una volta tornato in vita grazie a Cerberus, Shepard la rincontra sulla colonia umana di Horizon, appena attaccata dai Collettori. Ashley non prende bene il fatto che ora il suo ex comandante stia con Cerberus, e rifiuta la proposta di Shepard a tornare a far parte del suo equipaggio. Se Shepard maschio ha avuto una relazione con Ashley nel primo gioco, quest'ultima gli manderà successivamente un messaggio dove si scusa per il suo brusco comportamento dovuto allo shock di rivederlo vivo e a quanto ha sofferto per la sua morte, aggiungendo di stare attento durante la sua missione contro i Collettori, in quanto non sopporterebbe di perderlo una seconda volta.

### Mass Effect 3
Shepard incontra nuovamente Ashley a Vancouver, alla sede principale dell'Alleanza, dove scopre che nel frattempo è stata promossa a luogotenente. Dopo l'attacco dei Razziatori alla Terra, Shepard lascia il pianeta con il soldato James Vega, Ash e il resto dell'equipaggio della Normandy per andare a chiedere supporto al resto della Galassia. Giunti su Marte per prelevare Liara T'Soni, incontrano resistenza da parte delle truppe di Cerberus. Ashley rimane gravemente ferita a causa dell'aggressione di un potente mech nemico, e viene ricoverata d'urgenza all'Huerta Memorial Hospital della Cittadella, dove gradualmente si riprenderà. Durante il suo ricovero le viene proposto dal consigliere umano Udina lo status di Spettro, che una volta ristabilita completamente accetta.
Fa la sua apparizione successiva durante l'attacco di Cerberus alla Cittadella, durante la quale prende le difese del Consiglio (Udina compreso) e lo scorta sino alle navette di salvataggio, che però sono state messe fuori uso. Viene raggiunta da Shepard, che sa che Udina è in combutta con Cerberus e vuole far assassinare gli altri membri del Consiglio. Dipendentemente dal legame creatosi tra Shepard e Ashley nel corso delle prime fasi di gioco, si possono creare due diverse situazioni:
- Ashley crede a Shepard e, se non lo fa il comandante, uccide Udina che stava per sparare alla consigliera Asari
- Ashley non crede a Shepard e viene uccisa dal comandante o da uno dei membri della sua squadra mentre sta per fare fuoco

Se si verifica il primo avvenimento, dopo l'attacco Ashley raggiunge Shepard all'hangar della Normandy per parlargli. In questa occasione, il comandante può decidere se proporle o meno di unirsi a lui. Sulla nave Ashley mostra un certo cambiamento di vedute nei confronti di Liara rispetto a due anni prima e si avvicina particolarmente a James Vega, se non ha già una relazione amorosa in corso con Shepard.